# 샤이닝 버터플라이
샤이닝 버터플라이(シャイニング バタフライ)는 2012년 2월 15일에 발매된 드림 모닝구무스메의 첫 번째 싱글이다.

## 개요
- 초회한정반(CD＋DVD)과 통상반(CD만)의 2 형태로 발매. 드림 모닝구무스메。로서는 2011년 1월 28일의 결성 이래, 첫 오리지널 곡에 해당된다.
- 드림 모닝구무스메。에는 제1자 회임중이기 때문에(발매 시점에서는) 콘서트에의 참가·음악 프로그램에의 출연을 보류하고 있는 후지모토 미키가, 다른 멤버와 함께 본곡의 레코딩과 DVD 촬영에 참가. 또, 발매 시점에서 정규의 멤버가 아닌 다카하시 아이(모닝구무스메。OG)도 참가하였다.
- 층쿠♂ 프로듀스 · 이시카와 리카 주연 영화 《아츠시 공주 넘버 1》 (2012년 4월 7일 극장 공개) 주제가로 기용되었다.

## 수록곡

### CD
1. シャイニング バタフライ
작사, 작곡 : 층쿠 / 편곡 : 히라타 쇼이치로
2. 青空がいつまでも続くような未来であれ! (2012ドリムス。Ver.)
작사, 작곡 : 층쿠 / 편곡 : 스즈키Daichi히데유키
3. シャイニング バタフライ (Instrumental)

### 초회생산한정반 DVD
1. シャイニング バタフライ (Music Video)

## 특전
- (통상반) 첫회 사양 : 선물 응모 엽서 봉입

## 차트
- 일간최고순위 7위 (오리콘 차트)[1]
- 주간최고순위 12위 (오리콘 차트)